# Hõm chảo Yellowstone
Hõm chảo Yellowstone là một hõm chảo núi lửa và siêu núi lửa tại Vườn quốc gia Yellowstone ở miền Tây Hoa Kỳ, đôi khi được đề cập đến như là Siêu núi lửa Yellowstone. Hõm chảo và gần như toàn bộ vườn quốc gia nằm ở góc Tây Bắc của bang Wyoming. Hõm chảo có độ lớn khoảng 34 x 45 dặm (55 x 72 km).
Hõm chảo được hình thành bởi trận siêu phun trào cuối cùng trên ba vụ kéo dài 2.1 triệu năm qua: vụ phun trào Huckleberry Ridge 2.1 triệu năm trước (tạo nên hõm chảo Island Park và núi đá tro núi lửa Huckleberry Ridge); vụ phun trào Mesa Falls 1.3 triệu năm trước (tạo nên hõm chảo Henry's Fork và núi đá tro núi lửa Mesa Falls); và vụ phun trào Lava Creek khoảng 630,000 năm trước (tạo nên hõm chảo Yellowstone và núi đá tro núi lửa Lava Creek).